# Archanara
Archanara är ett släkte av fjärilar som beskrevs av Francis Walker 1866. Archanara ingår i familjen nattflyn.

## Dottertaxa tillArchanara, i alfabetisk ordning[1][2]
- Archanara aerata
- Archanara affinis
- Archanara alameda, (förs numera till släktet Globia)
- Archanara algae, (förs numera till släktet Globia)
- Archanara arundineta
- Archanara arundineti
- Archanara arundinis
- Archanara bipunctata
- Archanara brunnea
- Archanara brunneoochrascens
- Archanara brunnescens
- Archanara cannae
- Archanara cervina
- Archanara clara
- Archanara conjuncta
- Archanara continua
- Archanara deleta
- Archanara dissoluta, Vassrörfly
- Archanara edelsteni
- Archanara flava
- Archanara fumata
- Archanara fusca
- Archanara geminipuncta, (förs numera till släktet Lenisa)
  - Archanara geminipuncta wiltshirei
- Archanara gigantea
- Archanara grisea
- Archanara guttans
- Archanara hessei
- Archanara immaculata
- Archanara impunctata
- Archanara insoluta
- Archanara jaeschkei
- Archanara laeta, (förs numera till släktet Globia)
- Archanara liturata
- Archanara lutea
- Archanara nervosa
- Archanara neurica, Spensligt rörfly
- Archanara nigra
- Archanara nigrescens
- Archanara nigricans
- Archanara nigropunctata
- Archanara nigrosignata
- Archanara nigrostriata
- Archanara nonogriella
- Archanara oblonga, (förs numera till släktet Globia)
- Archanara obscura
- Archanara obsoleta
- Archanara orientalis
- Archanara pallida
- Archanara paludicola
- Archanara permagna
- Archanara phragmiticola
- Archanara polita
- Archanara pringlei
- Archanara punctilinea
- Archanara punctivena
- Archanara püngeleri
- Archanara resoluta
- Archanara rosea
- Archanara rosearadiata
- Archanara roseomarginata
- Archanara rufa
- Archanara rufescens
- Archanara rufescentella
- Archanara russa
- Archanara sparganii, (förs numera till släktet Globia)
- Archanara sparganoides
- Archanara stattermayeri
- Archanara striata
- Archanara strigosa
- Archanara subcarnea
- Archanara subflava, (förs numera till släktet Globia)
- Archanara uniformis
- Archanara unimaculata
- Archanara unipuncta

## Bildgalleri

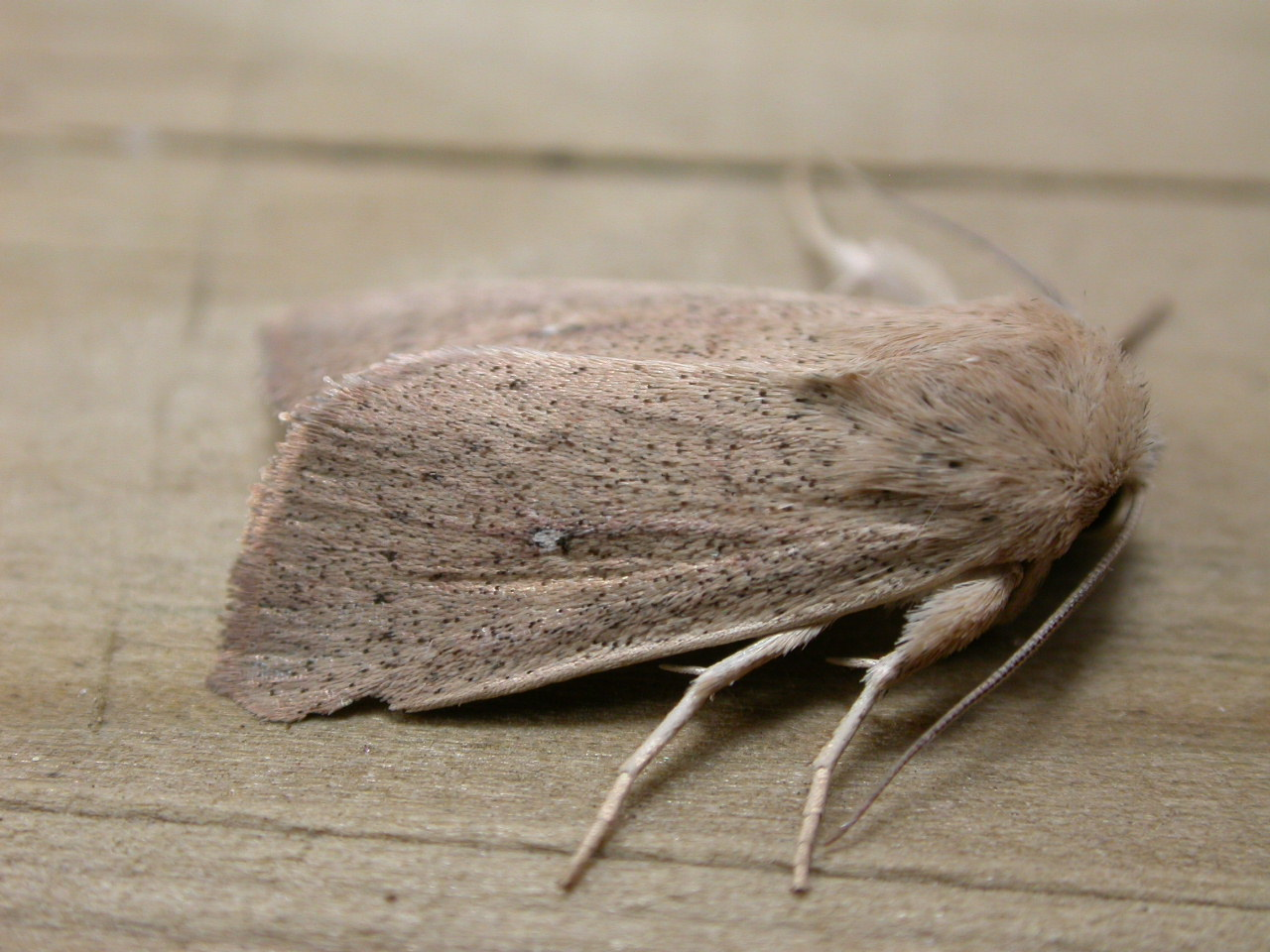
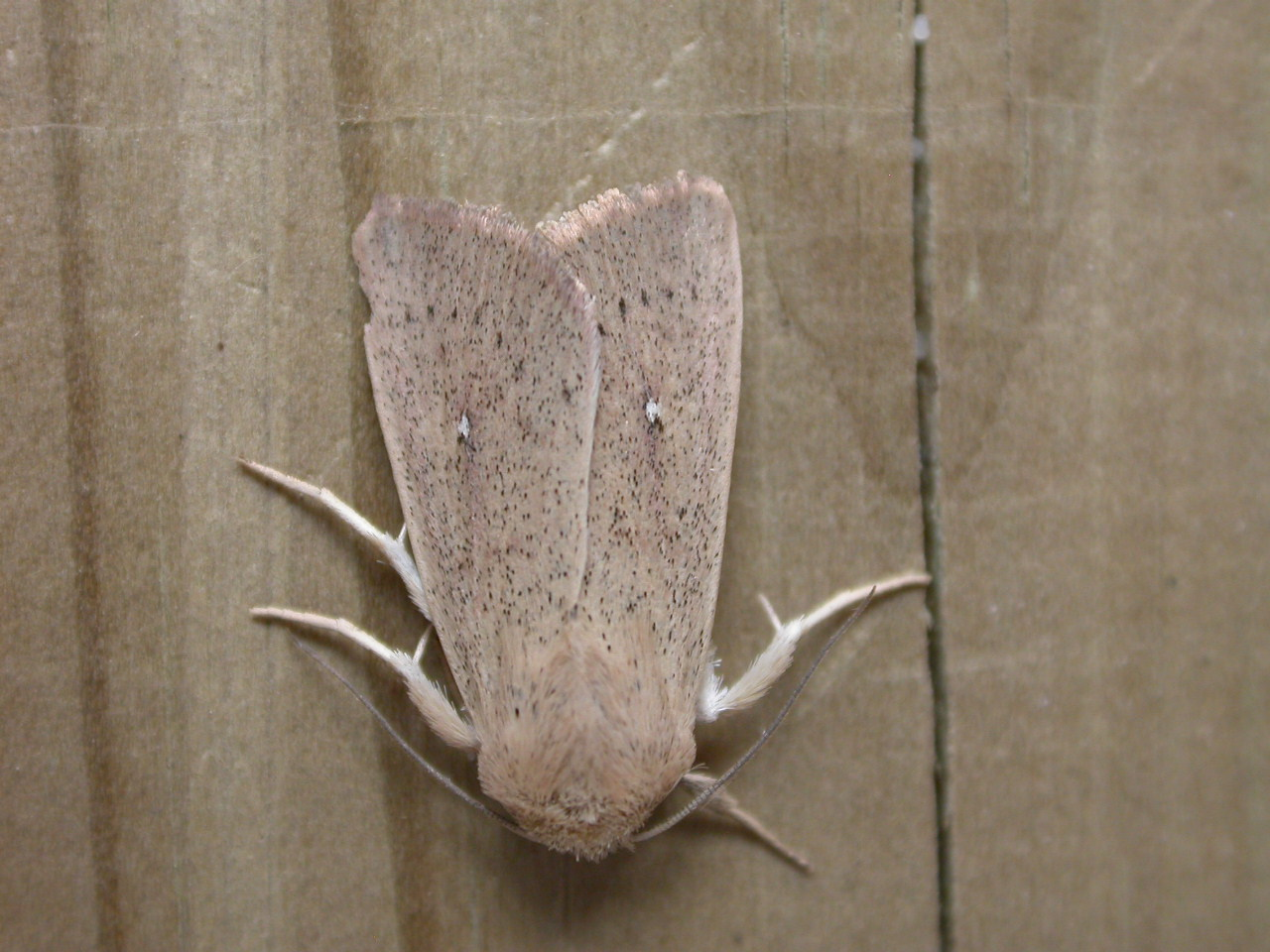
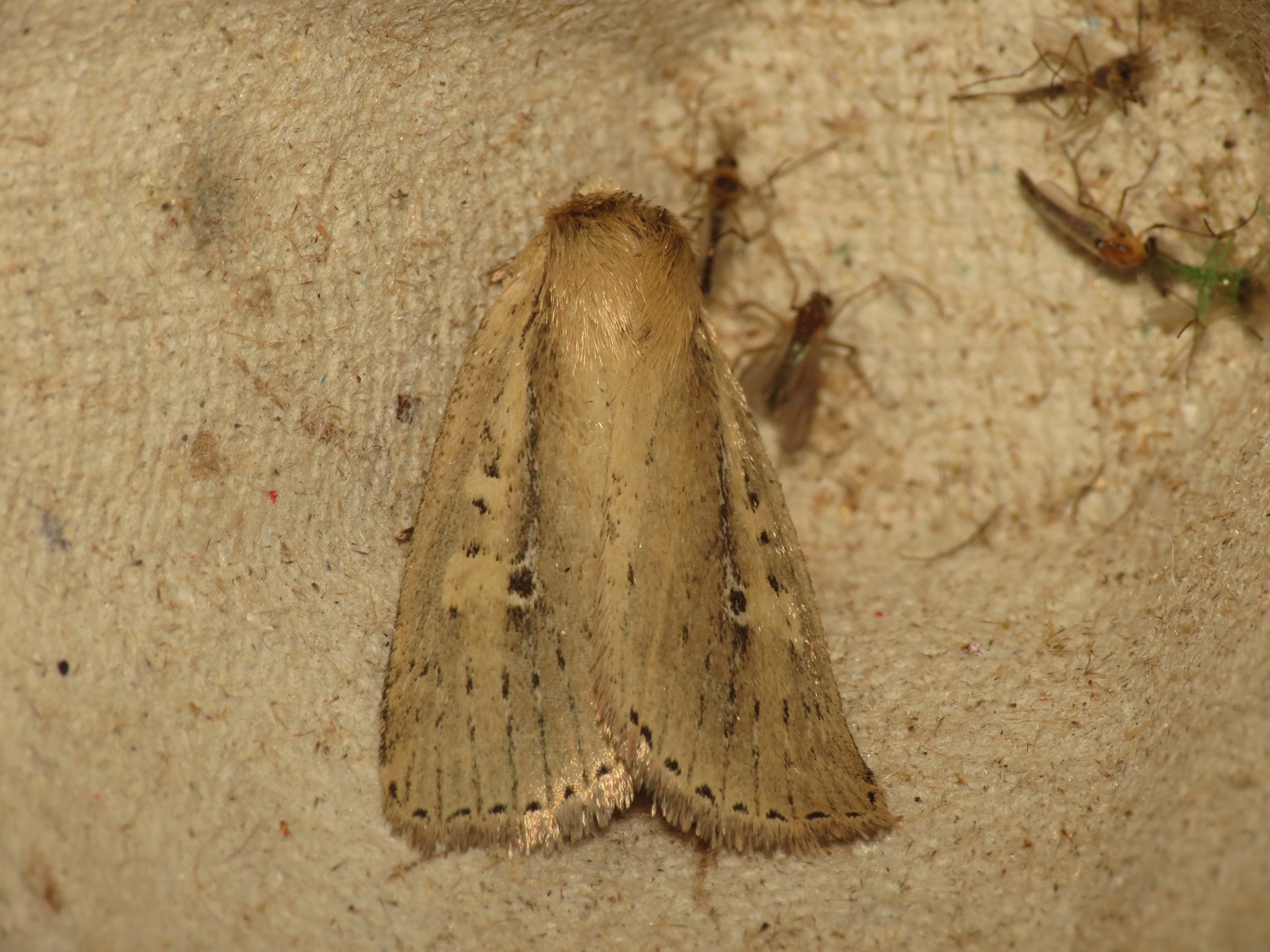
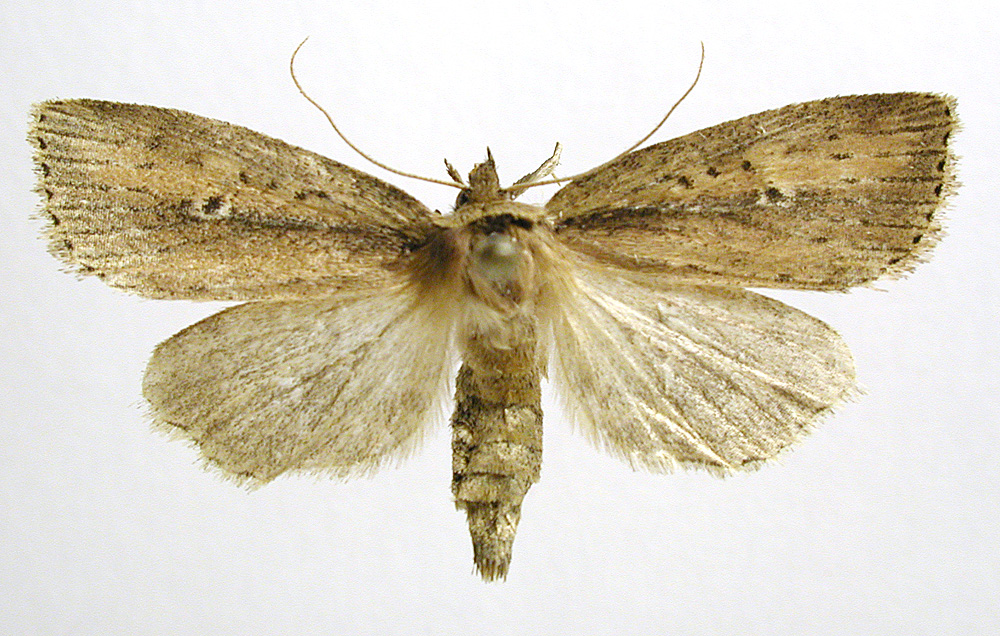
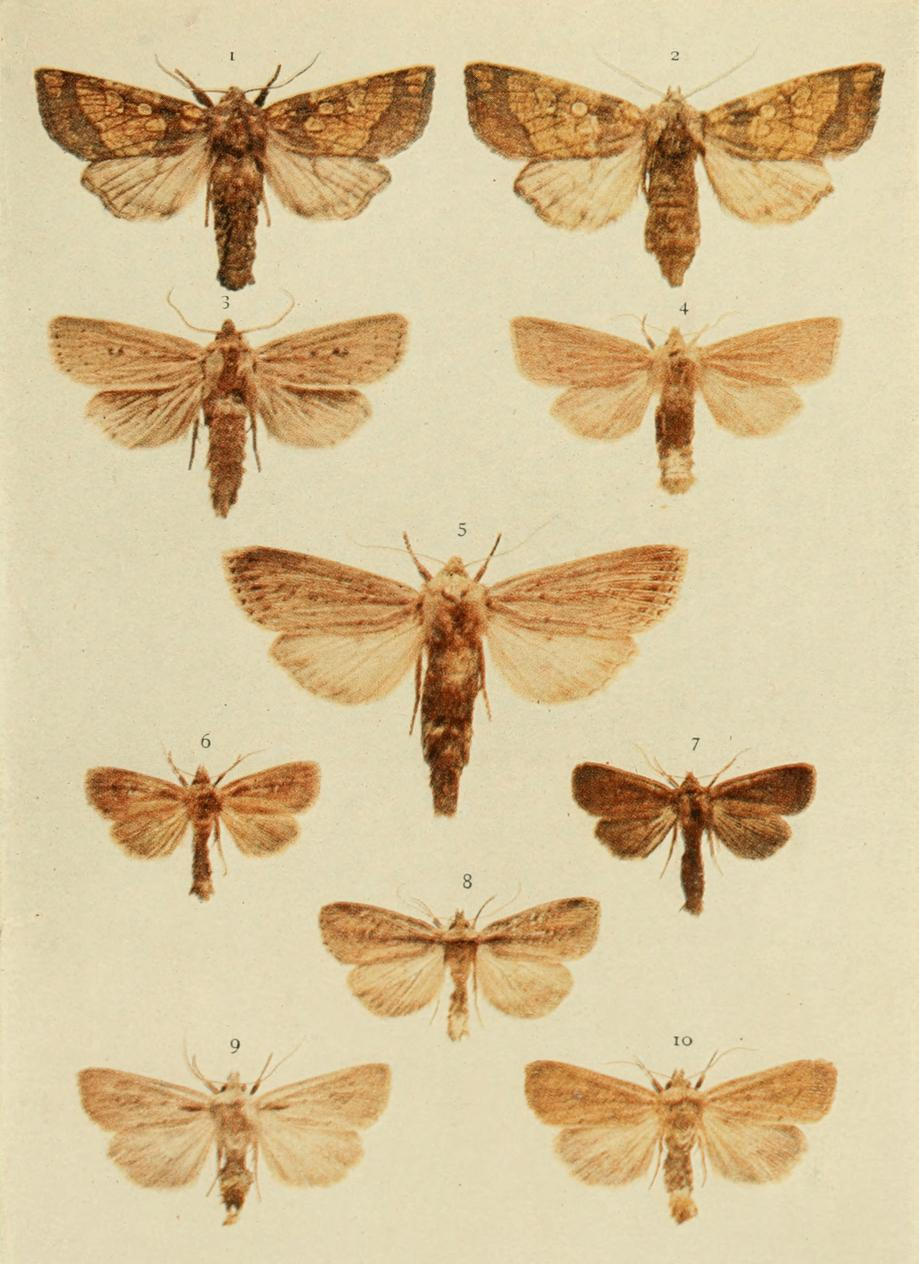
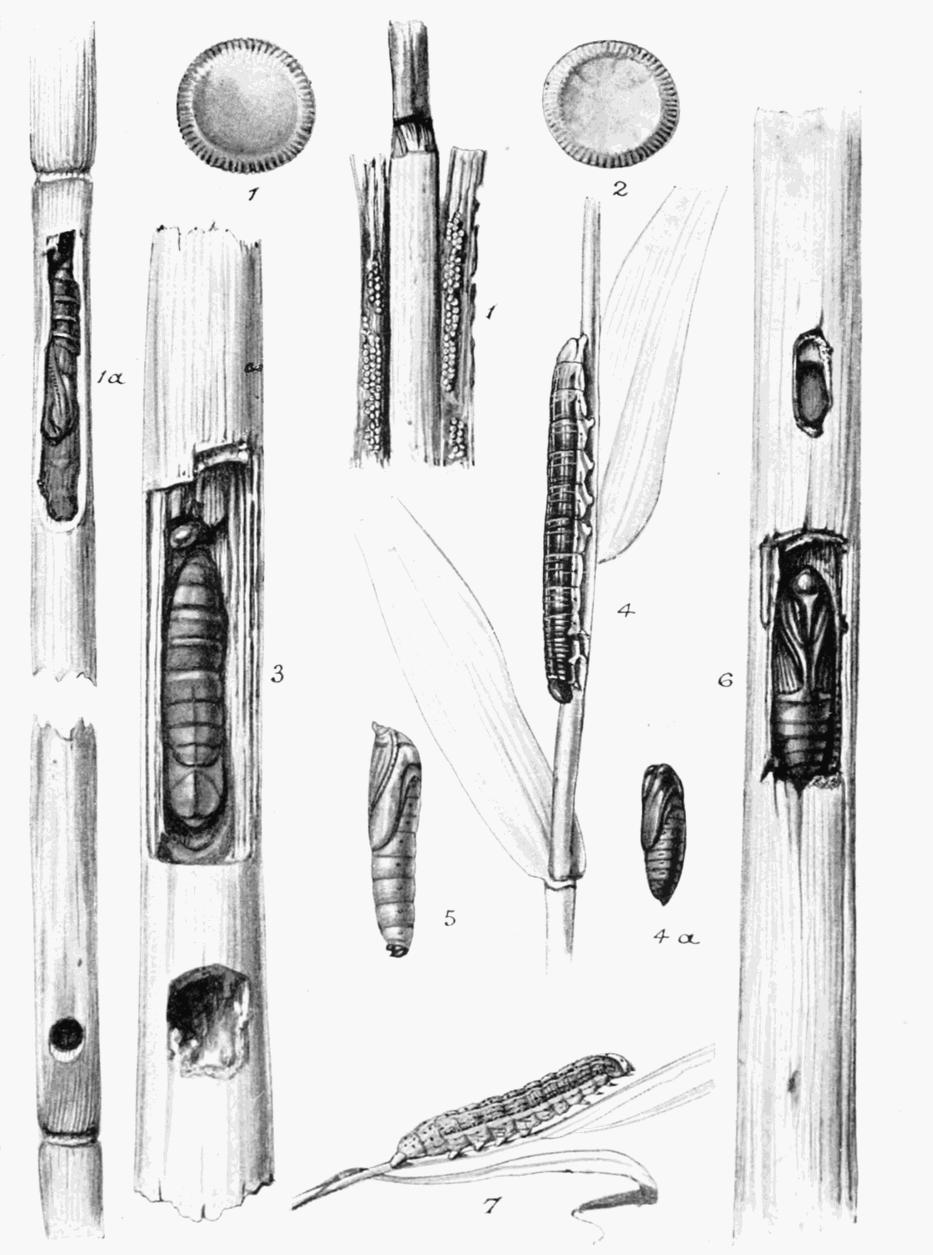